# Cratere Chrysoberyl
Chrysoberyl è un cratere sulla superficie di 2867 Šteins.